# J. League Division 2 2011
La J. League Division 2 2011 fue la decimotercera temporada de la J. League Division 2. Contó con la participación de veinte equipos. El torneo comenzó el 5 de marzo y terminó el 3 de diciembre de 2011. Debido a las secuelas del terremoto y tsunami de Tōhoku de 2011, el torneo fue suspendido del 12 de marzo al 23 de abril.
Los nuevos participantes fueron, por un lado, los equipos descendidos de la J. League Division 1: F.C. Tokyo, Kyoto Sanga y Shonan Bellmare, quienes habían ascendido en 1999, 2007 y 2009 respectivamente. Por otro lado, el que ascendió de la Japan Football League: Gainare Tottori, que tuvo su primera participación en este certamen.
El campeón fue F.C. Tokyo, por lo que ascendió a Primera División. Por otra parte, Sagan Tosu, subcampeón, y Consadole Sapporo, tercero, también ganaron su derecho a disputar la J. League Division 1.

## Ascensos y descensos
| Descendidos de la J. League Division 2 2010 |
| ------------------------------------------- |
| No hubo                                     |

| Torneo | Ascendidos a la J. League Division 2 2011 |
| ------ | ----------------------------------------- |
| JFL    | Gainare Tottori                           |

| Pos | Ascendidos a la J. League Division 1 2011 |
| --- | ----------------------------------------- |
| 1.º | Kashiwa Reysol                            |
| 2.º | Ventforet Kofu                            |
| 3.º | Avispa Fukuoka                            |

| Pos  | Descendidos de la J. League Division 1 2010 |
| ---- | ------------------------------------------- |
| 16.º | F.C. Tokyo                                  |
| 17.º | Kyoto Sanga                                 |
| 18.º | Shonan Bellmare                             |

- De esta manera, el número de participantes aumentó a 20.

## Reglamento de juego
El torneo se disputó en un formato de todos contra todos a ida y vuelta, de manera tal que cada equipo debió disputar un partido de local y uno de visitante contra sus otros diecinueve contrincantes. Una victoria se puntuaba con tres unidades, mientras que el empate valía un punto y la derrota, ninguno.
Para desempatar se utilizaron los siguientes criterios:
1. Puntos
2. Diferencia de goles
3. Goles anotados
4. Resultados entre los equipos en cuestión
5. Desempate o sorteo
Los tres equipos con más puntos al final del campeonato ascenderían a la J. League Division 1 2012.

## Tabla de posiciones
| Pos. | Equipo              | Pts. | PJ | G  | E  | P  | GF | GC | Dif. | Ascenso                               |
| ---- | ------------------- | ---- | -- | -- | -- | -- | -- | -- | ---- | ------------------------------------- |
| 1    | F.C. Tokyo (C)      | 77   | 38 | 23 | 8  | 7  | 67 | 22 | +45  | Ascendido a J. League Division 1 2012 |
| 2    | Sagan Tosu          | 69   | 38 | 19 | 12 | 7  | 68 | 34 | +34  | Ascendido a J. League Division 1 2012 |
| 3    | Consadole Sapporo   | 68   | 38 | 21 | 5  | 12 | 49 | 32 | +17  | Ascendido a J. League Division 1 2012 |
| 4    | Tokushima Vortis    | 65   | 38 | 19 | 8  | 11 | 51 | 38 | +13  |                                       |
| 5    | Tokyo Verdy         | 59   | 38 | 16 | 11 | 11 | 69 | 45 | +24  |                                       |
| 6    | JEF United Chiba    | 58   | 38 | 16 | 10 | 12 | 46 | 39 | +7   |                                       |
| 7    | Kyoto Sanga         | 58   | 38 | 17 | 7  | 14 | 50 | 45 | +5   |                                       |
| 8    | Giravanz Kitakyushu | 58   | 38 | 16 | 10 | 12 | 45 | 46 | −1   |                                       |
| 9    | Thespa Kusatsu      | 57   | 38 | 16 | 9  | 13 | 51 | 51 | 0    |                                       |
| 10   | Tochigi S.C.        | 56   | 38 | 15 | 11 | 12 | 44 | 39 | +5   |                                       |
| 11   | Roasso Kumamoto     | 51   | 38 | 13 | 12 | 13 | 33 | 44 | −11  |                                       |
| 12   | Oita Trinita        | 50   | 38 | 12 | 14 | 12 | 42 | 45 | −3   |                                       |
| 13   | Fagiano Okayama     | 48   | 38 | 13 | 9  | 16 | 43 | 58 | −15  |                                       |
| 14   | Shonan Bellmare     | 46   | 38 | 12 | 10 | 16 | 46 | 48 | −2   |                                       |
| 15   | Ehime F.C.          | 44   | 38 | 10 | 14 | 14 | 44 | 54 | −10  |                                       |
| 16   | Kataller Toyama     | 43   | 38 | 11 | 10 | 17 | 36 | 53 | −17  |                                       |
| 17   | Mito HollyHock      | 42   | 38 | 11 | 9  | 18 | 40 | 49 | −9   |                                       |
| 18   | Yokohama F.C.       | 41   | 38 | 11 | 8  | 19 | 40 | 54 | −14  |                                       |
| 19   | Gainare Tottori     | 31   | 38 | 8  | 7  | 23 | 36 | 60 | −24  |                                       |
| 20   | F.C. Gifu           | 24   | 38 | 6  | 6  | 26 | 39 | 83 | −44  |                                       |

 Fuente: J. League Data Site: 2011 J.LEAGUE Division 2 League table
Criterios de clasificación: 1) puntos; 2) diferencia de goles; 3) número de goles marcados; 4) resultados entre los equipos en cuestión.

## Campeón
|                                |
|                                |
| Campeón F.C. Tokyo 1.er título |